# John Hanning Speke
John Hanning Speke (Bideford, 4 maggio 1827 – Corsham, 15 settembre 1864) è stato un esploratore britannico.
Compì tre viaggi di esplorazione in Africa.

## Biografia
Il suo primo viaggio risale al 1854, viaggio in cui si unì al già famoso Richard Francis Burton per una spedizione in Somalia. A dispetto delle difficoltà, i due riuscirono a raggiungere la città proibita di Harar luogo oggi non molto conosciuto.
Nel 1856 fu chiesto a Burton di intraprendere un viaggio nell'Africa orientale, per scoprire la sorgente del Nilo. Egli scelse di nuovo Speke come compagno di viaggio. I due viaggiarono nell'entroterra partendo da Zanzibar e scoprirono il lago Tanganica. Sentirono parlare di un secondo lago nella zona, ma Burton era troppo ammalato per continuare a viaggiare. Così Speke andò da solo, e trovò il lago, che chiamò lago Vittoria.
Speke tornò in Inghilterra prima di Burton, e rese il loro viaggio famoso. Burton era indispettito, perché Speke indicò il lago Vittoria come la sorgente del Nilo, mentre Burton credeva che fosse il lago Tanganica, e anche perché Speke era già stato scelto come capo di una nuova spedizione che aiutasse ad avere risposte più precise sulla questione.
Insieme a James Augustus Grant, Speke lasciò Zanzibar nell'ottobre del 1860. I due viaggiarono sulla parte occidentale del lago Vittoria senza però vedere molto del lago, nella parte settentrionale, però, Speke scoprì le cascate Rippon dalle quali intuì che nasceva il Nilo. Poi viaggiò fino a Gondokoro, nel sud del Sudan, dove incontrò Samuel Baker, e tornò in Inghilterra.
Il viaggio di Speke non risolse il problema in modo definitivo, Burton affermò che Speke non aveva seguito il Nilo dal punto in cui nasceva fino a Gondokoro, e non poteva essere sicuro che fosse lo stesso fiume. Un dibattito fu organizzato tra i due per il 16 settembre 1864, ma Speke morì il giorno prima, per un incidente di caccia. Burton ipotizzò che fu una morte per suicidio.
Speke ebbe il merito di individuare nel lago Vittoria la sorgente del Nilo, ma nel 1937 l'esploratore tedesco Burkhart Waldecker precisò tale scoperta individuando un fiume del Burundi (Kasumo, affluente del Luvironza, a sua volta affluente del Ruvubu) che confluisce nel lago Vittoria: si tratterebbe della sorgente più meridionale del Nilo, ma Speke si avvicinò alla verità molto di più di ogni suo contemporaneo.
Nel corso della sua carriera Speke sostenne e diffuse l'ipotesi hamitica, una teoria razzista sospettata causa principale tra l'altro del genocidio ruandese.